# Detetive Forst (Série de TV)
Detetive Forst é uma série de televisão de drama policial polonesa baseada na série Forst de Remigiusz Mróz. Foi lançado na Netflix em 11 de janeiro de 2024.

## Ligaões externas
- Forst na Netflix